# NGC 3486
NGC 3486 este o intermediate spiral galaxy⁠(d) situată în constelația Leul Mic. A fost descoperită în 11 aprilie 1785 de către William Herschel. Se află la o distanță de 12,59 megaparseci de Pământ.